# ميتسوبيشي كي-51
ميتسوبيشي كي-51 (بالإنجليزية: Mitsubishi Ki-51)‏ تسمية الجيش («طائرة الانقضاض نوع 99» (Type 99 Assault Plane). لقبها الحلفاء باسم «سونيا» "Sonia") كان قاذفة خفيفة / قاذفة انقضاضية انتحاريه، كانت في الخدمة مع جيش اليابان الإمبراطوري خلال الحرب العالمية الثانية. طارت لأول مرة في منتصف 1939. تم نشرها في البداية ضد القوات الصينية، حيث ثبت أنها طائرة بطيئة جدا لمقاومة الطائرات المقاتلة من القوى المتحالفة الأخرى. ومع ذلك، فقد أدت دورا مفيدا في القيام بمهام طائرة هجوم أرضي في مسرح الصين-بورما والهند، ولا سيما على المطارات مقارنة بالكثير من الطائرات الأخرى. ومع اقتراب الحرب من نهايتها، بدأ اليابانيون في استخدامها في هجمات كاميكازي. وبلغ إجمالي الإنتاج حوالي 2,385 وحدة.
في اليوم الهجوم النووي على هيروشيما بقنبلة ذرية، كانت اثنتين من قاذفات كي 51 هي المسؤولة عن آخر سفينة حربية أمريكية تغرقها اليابان وهي السفينة «يو إس إس بولهيد (سس-332)».
قام تشارلز ليندبيرغ، الذي كان يحلق بطائرة لوكهيد بي-38 لايتنغ، بإسقاط طائرة كي-51 بعد معركة جوية قوية.

## الإصدارات
- النماذج: : بنيت اثنتان
- تجارب الخدمة: 11 بنيت
- Ki-51: بنيت 2,372 طائرة، (المصنعين: بنت ميتسوبيشي (1,462) طائرة، وبنت ترسانة تاتشيكاوا الجوية للجيش (913))
- Mansyu Ki-71: ثلاثة نماذج من البديل الاستطلاعي التكتيكي التي بناها مانسيو مع أجهزة هبوط قابلة للسحب، لم تدخل الإنتاج.[2]
- Ki-51A نسخة الاستطلاع
- Ki-51B نسخة انقضاض، كان لهذه النسخة الهجومية دروع لحماية الطيار وخزانات وقود، ورفوف القنابل لنقل 441 رطل من القنابل. هذا الإصدار يمكن تعديلها في الميدان لحمل كاميرا جوية.

## المشغلون
اليابان
- القوات الجوية لجيش الياباني الإمبراطوري

 أندونيسيا
- القوات الجوية الإندونيسية

 الصين
- الشيوعي الصيني (استولي عليها): آخر 4 كي-51 تقاعدوا في عام 1953.

 جمهورية الصين
- القوات الجوية التايوانية - بعد الاستسلام الياباني استولى القوميون على عدد قليل من كي 51 التي استخدمت خلال الحرب الأهلية الصينية.

 كوريا الشمالية
- بعد استقلالهم، تم الحصول عليها من الاتحاد السوفيتي.

## مواصفات (Ki-51)

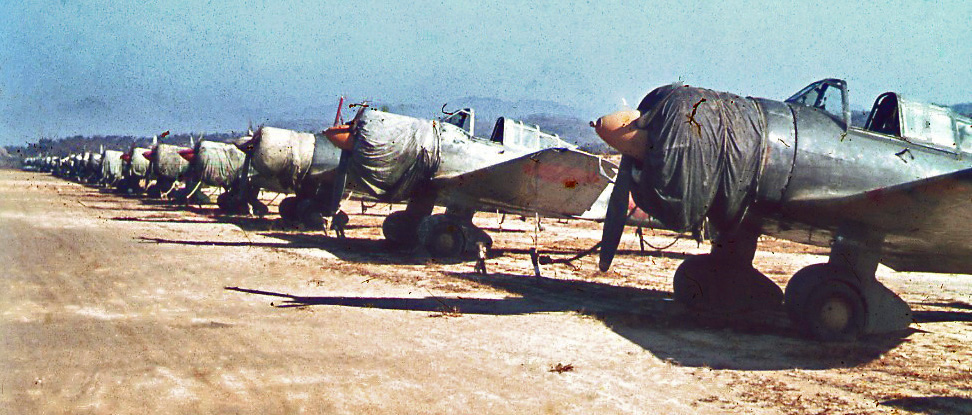
طائرات ميتسوبيشي كي - 51 في مطار سيول ، 1945

البيانات من Japanese Aircraft of the Pacific War
الخصائص العامة
- الطاقم: اثنان
- الطول: 9.21 م (30 قدم 2⅝ بوصة)
- باع الجناح: 12.1 م (39 قدم 8⅜ بوصة)
- الارتفاع: 2.73 م (8 قدم 11½ بوصة)
- مساحة الجناح : 24.0 م² (259 قدم²)
- الوزن فارغة: 1,873 كغم (4,129 رطل)
- الوزن محملة: 2,798 كغم (6,169 رطل)
- وزن الإقلاع الأقصى: 2,920 كغم (6,415 رطل)
- محرك الطائرة: 1 × Mitsubishi Ha-26-II محرك شعاعي ب 14 اسطوانة وتبريد بالهواء, 709 كيلوواط (950 حصان)

الأداء
- السرعة القصوى: 424 كم/ساعة على 3000 م (229 عقدة, 263 ميل في الساعة على 9,840 قدم)
- مدى (طائرة): 1,060 كم (574 ميل بحري, 660 ميل)
- سقف الخدمة: 8,270 م (27,130 قدم)
- حمولة الجناح: 117 كغم/م² (23.8 رطل/قدم²)
- نسبة القدرة إلى الوزن: 0.24 كيلوواط/كغم (0.15 حصان/رطل)
- تسلق إلى 5000 متر (16،400 قدم):  9 دقيقة 55 ثانية

## روابط خارجية
- Mitsubishi Ki 51 Sonia at Warbirds Resource Group
- Mitsubishi Ki 51 Sonia at Pilotfriend

قالب:Mitsubishi aircraft
قالب:Tachikawa aircraft
قالب:Mansyu aircraft
قالب:Japanese Army Aircraft Designation System
قالب:Allied reporting names